# طارق لامبتي
طارق لامبتي (بالإنجليزية: Tariq Lamptey)‏ (مواليد 30 سبتمبر 2000) هو لاعب كرة قدم إنجليزي يلعب في مركز الظهير الأيمن في نادي برايتون أند هوف ألبيون.

## روابط خارجية
- طارق لامبتي على موقع الاتحاد الأوربي (الإنجليزية)
- طارق لامبتي على موقع إي إس بي إن إف سي (الإنجليزية)
- طارق لامبتي على موقع قاعدة بيانات كرة القدم.إي يو (الإنجليزية)
- طارق لامبتي على موقع ليكيب (الفرنسية)
- طارق لامبتي على موقع ناشيونال فوتبول تيمز (الإنجليزية)
- طارق لامبتي على موقع Soccerbase.com (لاعب) (الإنجليزية)
- طارق لامبتي على موقع Soccerway.com (الإنجليزية)
- طارق لامبتي على موقع عالم كرة القدم.نت (الإنجليزية)